# Jake Nerwinski
Jakob Nerwinski, detto Jake (Lawrenceville, 17 ottobre 1994), è un calciatore statunitense, difensore svincolato.

## Caratteristiche tecniche
È una terzino destro.

## Statistiche

### Presenze e reti nei club
Statistiche aggiornate al 20 marzo 2023.
| Stagione                   | Squadra                    | Campionato                 | Campionato | Campionato | Coppe nazionali | Coppe nazionali | Coppe nazionali | Coppe continentali | Coppe continentali | Coppe continentali | Altre coppe | Altre coppe | Altre coppe | Totale | Totale | Totale |
| Stagione                   | Squadra                    | Comp                       | Pres       | Reti       | Comp            | Pres            | Reti            | Comp               | Pres               | Reti               | Comp        | Pres        | Reti        | Pres   | Reti   |        |
| -------------------------- | -------------------------- | -------------------------- | ---------- | ---------- | --------------- | --------------- | --------------- | ------------------ | ------------------ | ------------------ | ----------- | ----------- | ----------- | ------ | ------ | ------ |
| 2017                       | Vancouver Whitecaps II     | USL                        | 2          | 0          |                 | -               | -               |                    | -                  | -                  |             | -           | -           | 2      | 0      |        |
| 2017                       | Vancouver Whitecaps        | MLS                        | 19+3       | 0          | CC              | 2               | 0               | CCC                | 2                  | 0                  |             | -           | -           | 26     | 0      |        |
| 2018                       | Vancouver Whitecaps        | MLS                        | 26         | 0          | CC              | 4               | 0               |                    | -                  | -                  |             | -           | -           | 30     | 0      |        |
| 2019                       | Vancouver Whitecaps        | MLS                        | 26         | 1          | CC              | 1               | 0               |                    | -                  | -                  |             | -           | -           | 27     | 1      |        |
| 2020                       | Vancouver Whitecaps        | MLS                        | 18         | 2          |                 | -               | -               |                    | -                  | -                  | MiB         | 4           | 0           | 22     | 2      |        |
| 2021                       | Vancouver Whitecaps        | MLS                        | 25+1       | 1+0        | CC              | 1               | -               |                    | -                  | -                  |             | -           | -           | 27     | 1      |        |
| 2022                       | Vancouver Whitecaps        | MLS                        | 24         | 0          | CC              | 3               | 0               |                    | -                  | -                  |             | -           | -           | 27     | 0      |        |
| Totale Vancouver Whitecaps | Totale Vancouver Whitecaps | Totale Vancouver Whitecaps | 142        | 4          |                 | 11              | 0               |                    | 2                  | 0                  |             | 4           | 0           | 159    | 4      |        |
| 2023                       | St. Louis City             | MLS                        | 4          | 0          |                 | -               | -               |                    | -                  | -                  |             | -           | -           | 4      | 0      |        |
| Totale carriera            | Totale carriera            | Totale carriera            | 148        | 4          |                 | 7               | 0               |                    | 2                  | 0                  |             | 4           | 0           | 165    | 4      |        |

## Palmarès

### Competizioni nazionali
- Canadian Championship: 1

Vancouver Whitecaps: 2022